# Giuseppe Pasini
Giuseppe Luca Pasini (Padova, 1687 – Torino, 1770) è stato un religioso italiano.

## Biografia
Abate e docente di latino, nel 1731 pubblicò un dizionario latino-italiano che ricevette molte critiche. 
Nel 1749 scrisse una Storia del Nuovo Testamento.